# Gültz
Gültz est une commune rurale du Mecklembourg appartenant à l'arrondissement du Plateau des lacs mecklembourgeois (État du Mecklembourg-Poméranie-Occidentale).

## Géographie
Gültz se trouve à 8,5 kilomètres au nord d'Altentreptow et à 29 kilomètres au sud de Demmin. Le village est accessible par l'autoroute 20 à la sortie de Burow en direction de l'ouest. La gare a été fermée dans les années 1990.

## Municipalité
Outre le village de Gültz, la municipalité comprend les hameaux de Hermannshöhe et Seltz.

## Histoire
L'église date du XIIIe siècle et est agrandie au XVIIIe siècle.

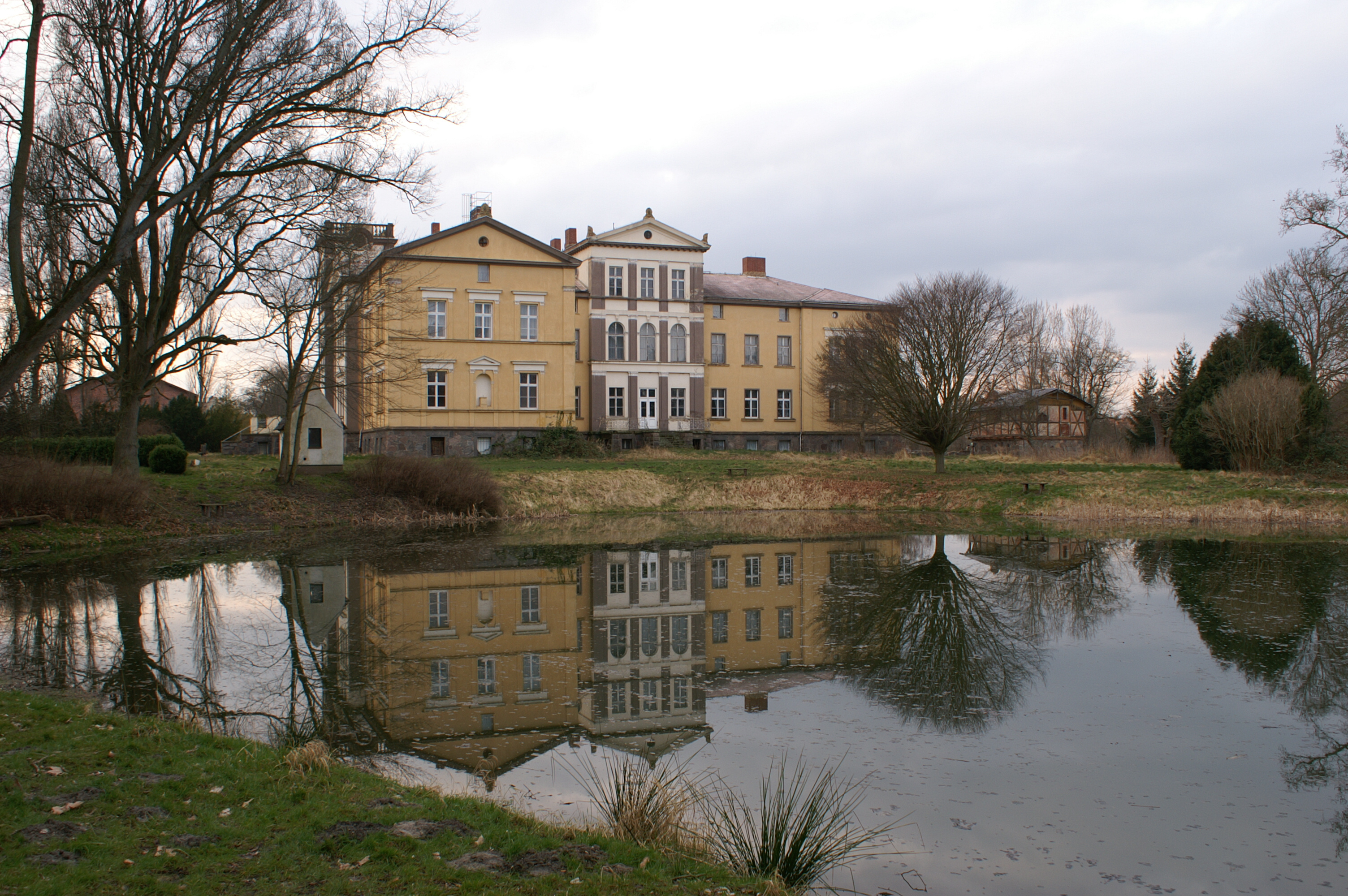
Façade est du château

Le village fait partie des domaines de la puissante famille von Maltzahn depuis le XVe siècle. Le baron Helmuth von Maltzahn, haut président de la province de Poméranie, fait construire le château de Gültz en 1868-1872. La famille est expropriée en 1945 et le château est transformé en internat. C'est aujourd'hui un hôtel.

## Personnalités liées à la ville
- Helmuth von Maltzahn (1840-1923), homme politique né et mort à Gültz.